# Бенедек, Миклош
Миклош Бенедек (венг. Benedek Miklós, 28 сентября 1946 года, Будапешт, Венгрия — 9 января 2024 года, там же) — венгерский актёр и писатель. Наиболее известен как артист, озвучивший мистера Фрица Теофила в полнометражном мультипликационном венгерско-западногерманско-канадском фильме 1986 года «Ловушка для кошек».

## Биография
Миклош Бенедек родился 28 сентября 1946 года. Его отец, Тибор Бенедек, был актёром. Благодаря отцу, выступавшему в кабаре и занимавшимся конферансом, Миклош проводил выходные дни в «Видаме Синпаде», наблюдая за выступлениями из-за кулис. Его мать была филологом, работала в Институте культурных связей и немного научила сына французскому.
Вскоре родители развелись, и Милош переехал к матери. В 1963 году Бенедек-старший покончил жизнь самоубийством, Миклош тогда учился во втором классе. Среднее образование Миклош получил в русскоязычном секторе школы ELTE Radnóti Miklós. В 1965 году Бенедек вместе с Петером Вальцем и Тибором Девени выиграл венгерскую премию в категории пародий «Кто что знает?». Вскоре после этого, в 1969 году, Бенедек окончил Академию театра и кино в Будапеште, где учился в классе Миклоша Синетара.
После окончания университета Бенедек подписал контракт с Национальным театром Белы Бота, где он служил в течение 14 лет с 1969 по 1983 год. Расторгнув свой контракт с Национальным театром в 1983 году, он перешёл в Katona József Theater. В период 1991—1992 и 1993—1996 годов Бенедек был администратором Венгерской палаты актёров, а в 2003 году он расторгнул контракт с Katona József Theater. В период с 1997 по 2007 год он преподавал в Университете кино и искусств, где ранее учился и сам. В 2003 году Бенедек снова начал играть на сцене Национального театра, но в 2009 году он был уволен вместе с 6 своими коллегами. С этого года он стал свободным артистом и выступал всему миру.
В 2017 году Бенедек был включён в сборник Тибора Орлая «Orlais Produkciós Irodá».
Персонаж Бенедека часто определяется как обладающий ироничным чувством юмора. Он является одним из певцов в альбоме Hungaroton, Budapesti Orfeum.
Бенедек умер 9 января 2024 года в возрасте 77 лет. Несмотря на тяжёлую болезнь он оставался на сцене до последних дней жизни.